# 巴西尔一世

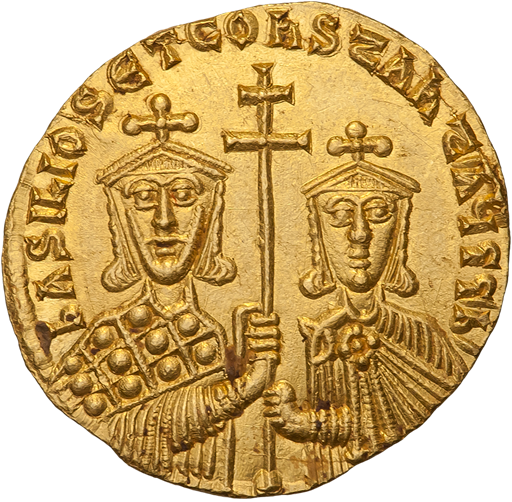
拜占廷金币，从左至右分别是巴西尔一世、君士坦丁的形象

巴西尔一世（希臘語：Βασίλειος ο Μακεδών，羅馬化：Basíleios ho Makedṓn，约811年—886年8月29日），拜占廷帝国的皇帝（867年－886年在位），马其顿王朝的建立者。他被认为是拜占庭帝國历史上最重要的皇帝之一。他所建立的王朝是拜占廷帝国的全盛时代，见证了帝国的军事扩张和文艺复兴。

## 早年事迹
巴西尔一世生于拜占廷帝国的马其顿军区（他因此得到外号：“马其顿人”），其父母均为农民。后来君士坦丁堡牧首福细阿斯为已成为皇帝的巴西尔编造了一个高贵的世系，声称他是古代亚美尼亚王室阿尔沙克王朝的后裔。希腊史书认为他是亚美尼亚或马其顿人，亚美尼亚史料认为他有纯正的亚美尼亚血统，阿拉伯史料称其为斯拉夫人。但考虑到马其顿军区内亚美尼亚和斯拉夫人人数众多，瓦西里一世的具体血统难以考证，其可能是诸民族通婚的后代。
巴西尔在童年时代被入侵马其顿的保加尔汗克鲁姆掳到了保加利亚（813年），直到836年才逃回拜占廷境内的色雷斯。在返回帝国后，他曾给皇帝米海尔三世的一个亲戚狄奥菲利齐斯当马夫。在这期间他去了希腊城市帕特拉，在那里获得了一位富有的贵妇人的青睐，因此得到一大笔财产。不久，他因在摔跤比赛中表现突出而受到米海尔三世的注意，被米海尔授予皇帝护卫的工作，从此便飞黄腾达。
按照米海尔三世的授意，巴西尔与自己的发妻、马其顿人玛丽娅离婚，转而娶了米海尔的情妇尤多奇亚·伊格琳娜（约865年）。很多学者因此怀疑，尤多奇亚为巴西尔所生的几个儿子（包括继承皇位的利奥六世）实际上是米海尔三世的儿子。
巴西尔诡计多端，野心勃勃。为了攫取更大的权力，他开始设计陷害皇舅、恺撒（摄政亲王）巴尔达斯（此人在856年的宫廷政变后是拜占廷国家的实际领导者）。米海尔三世对巴西尔极为宠信，丝毫没有怀疑他的意图。在获得皇帝的默许后，巴西尔在进攻克里特岛（该岛当时为阿拉伯人占据）前的阅兵仪式上刺杀了巴尔达斯（866年4月21日）。巴西尔于是取代巴尔达斯成了帝国宫廷中最有权势的人物，并于当年5月26日被宣布为共治皇帝。然而，米海尔的反复无常导致两人的关系迅速恶化。867年，当米海尔三世转而宠幸另一个廷臣时，巴西尔刺杀了米海尔，夺取了皇位。

## 统治
在巴西尔一世统治时期，最严重的内部威胁来自于基督教异端派别保罗派，该教派拥有强大的军事力量，并以幼发拉底河上游的泰夫里卡为中心建立了一个脱离帝国管治的共和国（泰夫里卡共和国）。保罗派与阿拉伯人结盟，几乎摧毁了拜占廷帝国在亚洲的统治。他们在其执政官赫利梭黑的领导下攻克了尼西亚和尼科美底亚，甚至在867年打到了以弗所。在这种压力下，巴西尔一世一度被迫求和，他派西西里的彼得赴泰夫里卡与赫利梭黑进行谈判，但未能取得任何成果。872年巴西尔一世的女婿克里斯托弗在瓦菲里亚克打败了保罗派的军队，赫利梭黑本人在是役中阵亡，保罗派运动从此转衰。不久帝国军队又攻陷了保罗派的中心泰夫里卡，这才彻底解决了叛乱问题。 
扑灭了保罗派叛乱后，巴西尔一世开始进行立法工作。他给自己制定了一个宏大的目标：仿照罗马法（主要是查士丁尼法典）的特点编修一部希腊语法律文集。这部文集被命名为《古法纯净》（ἀνάκαθάρσις τῶν παλαιῶν υόμών），从未被颁布过，也可能根本就没有完成。另一部更实用的小型法律书籍《法律手册》（ὁπρόχειρος νόμος）也是在巴西尔一世时代编纂的。在经济政策方面，巴西尔一世曾试图让农民负担相邻荒地的赋税，但未能成功。

### 外交

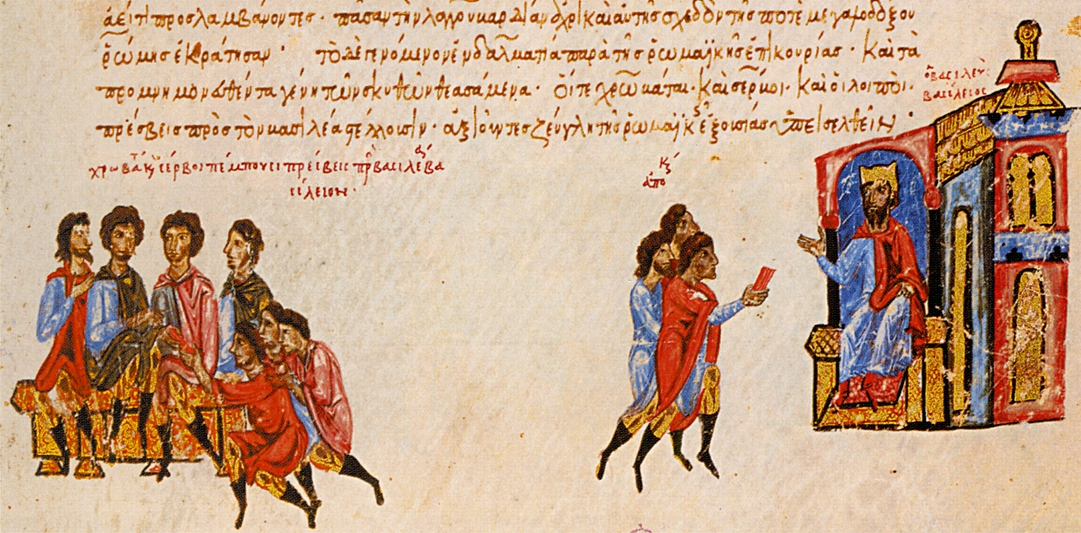
巴西尔一世接見克羅埃西亞人使節團

在对外政策方面，巴西尔一世关注的焦点是与阿拉伯帝国进行斗争。虽然阿拉伯人大规模入侵的危险已不复存在，但他们仍然从各个方向骚扰拜占廷帝国的领土。巴西尔一世努力加强了帝国在小亚细亚的防线，并数次远征到幼发拉底河流域。867年，巴西尔一世派出一支拥有139艘战舰的庞大舰队前往亚得里亚海，驱逐了那里的阿拉伯人。通过这次行动，拜占廷重新控制了达尔马提亚，达尔马提亚军区可能就是在这一时期建立的。巴西尔一世还一度从阿拉伯人手中夺回了克里特岛，但很快又丢失了。
为了阻止阿拉伯人在南意大利的推进，巴西尔一世试图与法兰克皇帝路易二世联合。在巴西尔帮助下，路易二世在871年从穆斯林手中收复了意大利城市巴里。后来巴里统治者贝内文托决定背叛路易二世、投靠巴西尔，该城遂被置于拜占廷帝国统治之下（876年）。在西西里方面，巴西尔一世反对阿拉伯人的努力则遭到了挫折。878年，西西里最重要的城市叙拉古被阿拉伯人占领，不久几乎全部西西里都落入了穆斯林手中。但拜占廷将领尼基福鲁斯·福卡斯在塔兰托取得的胜利使拜占廷保住了大部分卡拉布里亚（880年），阻止了阿拉伯人以西西里为跳板向意大利本土扩张的企图。守住意大利是一件很重要的事，它加强了拜占廷帝国在地中海地区的地位。

### 宗教
巴西尔一世与西方教会保持良好关系，以集中精力对付阿拉伯人。为了获取西方宗主教的好感，他废黜了君士坦丁堡牧首福细阿斯（福细阿斯主张拜占廷教会不受罗马控制，在权力问题上与教宗进行激烈斗争），恢复其对手伊格纳蒂奥斯的牧首职位（867年）。伊格纳蒂奥斯是教宗权力的拥护者，曾在米海尔三世时代担任牧首，后因与政府发生冲突而下台。869年至870年，巴西尔一世在君士坦丁堡召开大公会议（第八次大公会议），教宗哈德良二世也派遣代表出席。在这次会议上，明显是为了讨好西方教会，宣布开除福细阿斯的教籍。但是巴西尔一世并不打算对教宗作出更多让步，因为普通大众和行省贵族强烈反对他接近拉丁教会的做法，而且屈服于教宗也无益于拜占廷帝国的利益。实际上就在大公会议上，皇帝便不顾罗马方面的压力，将至关重要的保加利亚教会纳入了拜占廷教会的庇护之下。在伊格纳蒂奥斯于877年去世后，巴西尔一世又恢复了福细阿斯的牧首职位。巴西尔也接受福细阿斯的意见，致力于在斯拉夫人中间扩大拜占廷教会的影响，甚至向极北方的罗斯人派出传教士。
为了确保皇位在自己的家族中传承，巴西尔一世先后在869年和870年将长子君士坦丁和次子利奥立为共治皇帝。879年君士坦丁去世后，巴西尔一世又把他最小的儿子亚历山大立为共治皇帝。另一个儿子司提反则在教会中发展，并最终成为牧首。瓦西里一世喜爱他的长子君士坦丁，而与次子利奥关系很糟。他的晚年并不十分轻松，在883年，据说曾揭发一起由小亚细亚地主库尔库阿斯策划的叛乱阴谋。
886年巴西尔一世在一次狩猎事故中受了重伤。他的衣服带子绞在了一头鹿的鹿角上，人被这头鹿拖了很远，后来一名侍卫用刀砍断了带子才把他救了出来。但巴西尔一世却怀疑这名侍卫企图刺杀他，下令将该侍卫处死了。他本人也在不久之后死去。

## 家庭

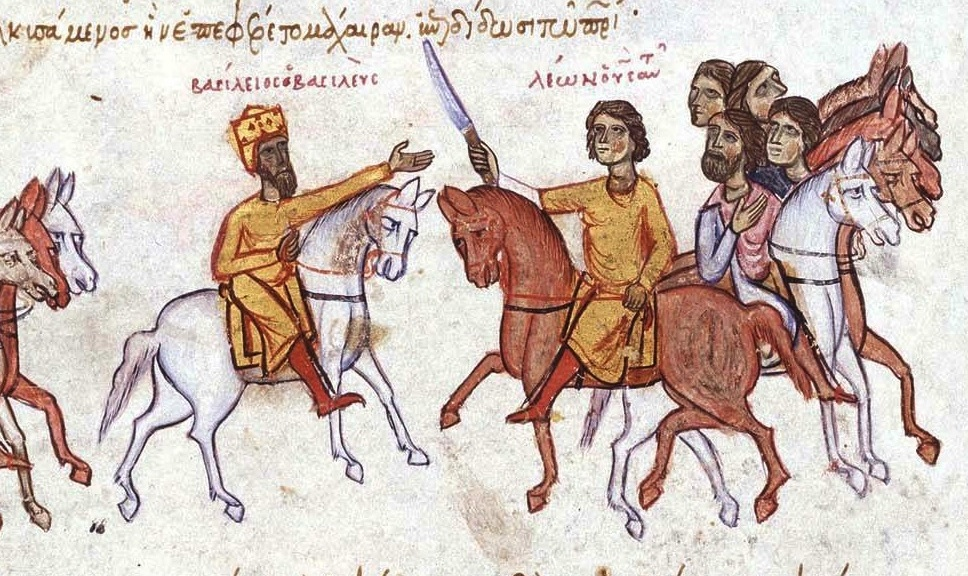
巴西尔一世（左侧骑马者）和其次子利奥六世

巴西尔一世的第一个妻子是玛丽娅，他们所生的孩子中已知姓名的有：
- 君士坦丁，869年至879年为帝国的共治皇帝；
- 安纳斯塔西娅，嫁给了拜占廷将领克里斯托弗。

巴西尔一世的第二个妻子是尤多奇亚·伊格琳娜，他们有三个孩子：
- 利奥六世，870年被任命为共治皇帝，879年继位。[6]
- 司提反一世，后任君士坦丁堡牧首。[7]
- 亞歷山大，879年被任命为共治皇帝，与利奥一起继位。

## 资料来源
- 本条目包含来自公有领域出版物的文本: Chisholm, Hugh (编).  (第11版). London: Cambridge University Press. 1911.
- （南斯拉夫）乔治·奥斯特洛格尔斯基，《拜占廷帝国》，ISBN 7-225-02781-6，第4章
- 《苏联历史百科全书·人物卷》，1961～1973
- 牛津拜占廷词典，牛津大学出版社，1991年
- 尤里·巴巴扬，《拜占廷帝国皇帝》

| 前任： 米海尔三世 | 拜占庭帝国皇帝 与其子君士坦丁、利奧、亞歷山大共治 867年－886年 | 繼任： 利奥六世 亚历山大二世 |